# シムソンズ (映画)
『シムソンズ』は、カーリングを題材にした2006年の日本映画。
北海道常呂郡常呂町（現北海道北見市）の女子高校生が1998年長野冬季オリンピックカーリング競技男子日本代表選手の薦めでカーリングチームを結成し、紆余曲折を経て成長する青春映画。実在したカーリングチーム「シムソンズ」（2002年ソルトレークシティ冬季オリンピックカーリング競技女子日本代表）をモデルとし、その来歴に題材を得て製作された。

## あらすじ
ホタテとカーリングが名物の町、北海道常呂町。地元の常呂高校に通う和子（加藤ローサ）は将来の夢を持てない日々を過ごしていたが、高校の先輩であり、オリンピックにも出場した憧れのカーリング選手“マサト様”（田中圭）に「チーム作ってみる気ない？」と声をかけられてその気になり、友人の史江（星井七瀬）と菜摘（高橋真唯）を口説いてシムソンズを結成する。そこに唯一のカーリング経験者で、才能はあるものの協調性を欠くために強豪のホワイトエンジェルズを抜けたばかりの美希（藤井美菜）も加わり、漁師の大宮平太（大泉洋）の指導を受けて練習を積むが、試合では1点も取れず、トラブルも重なって一度は活動を休止する羽目になってしまう。しかしカーリングへの熱い想いが4人を再び結びつけ、厳しい練習を重ねて臨んだ第18回北海道選手権では勝利を重ねて決勝へ進出する。決勝ではホワイトエンジェルズに惜しくも敗れるが、客席からはシムソンズの健闘をたたえる拍手と歓声がわき起こり、4人は笑顔でその声に応えるのだった。

## 登場人物
伊藤和子
演 - 加藤ローサ
「シムソンズ」のメンバー。チームの中心人物。同級生3人を誘い「シムソンズ」を結成する。
モデルは加藤章子。
尾中美希
演 - 藤井美菜
「シムソンズ」のメンバー。チーム唯一のカーリング経験者で、強豪チーム「ホワイトエンジェルズ」の元メンバー。
モデルは小仲美香。
小野菜摘
演 - 高橋真唯
「シムソンズ」のメンバー。畜産農家の娘。
モデルは小野寺歩。
林田史江
演 - 星井七瀬
「シムソンズ」のメンバー。和子の幼馴染。
モデルは林弓枝。
大宮平太
演 - 大泉洋
「シムソンズ」のコーチ。子持ちの漁師。加賀真人の依頼により「シムソンズ」のコーチを務める。
モデルは長野冬季オリンピックカーリング競技男子日本代表で、（現実の）「シムソンズ」のコーチを務めた近江谷好幸。
加藤真人（映画）/加賀真人（原作）
演 - 田中圭
和子が憧れるカーリング選手で、五輪出場経験者。和子にカーリングチームの結成を薦める。
モデルは長野冬季オリンピックカーリング競技男子日本代表チームのスキップを務めた敦賀信人。
本島則之
演 - 高田延彦（特別出演）
喫茶店「しゃべりたい」の店主。
高松康文
演 - 松重豊
北海道文化テレビディレクター。結成当初から「シムソンズ」の動向を追う。
伊藤桂子
演 - 森下愛子
和子の母。
田辺幸彦
演 - 丸山智己
「ホワイトエンジェルズ」のコーチ。平太の元チームメイト。
石神保
演 - 夏八木勲
平太と幸彦のコーチ。
モデルは常呂カーリング協会初代会長の小栗祐治。
小野昌和
演 - 徳井優
菜摘の父。
渡辺恭輔
演 - 山本浩司
北海道文化テレビAD。
伊藤謙一
演 - 宇梶剛士（友情出演）
和子の父。和子が幼少時に他界。
史江の父
演 - 芦川誠
かすみ
演 - 派谷恵美
ホワイトエンジェルズのスキップ。
大宮謙太郎
演 - 中村咲哉
平太の息子。
小野みどり
演 - 片岡涼乃
菜摘の妹。
大河内
演 - 森崎博之
和子たちの担任教師。
小野香菜子
演 - 宮田早苗
菜摘の母。
林田幸江
演 - 長野里美
史江の母。

## スタッフ
- 製作：「シムソンズ」製作委員会（ドリームステージピクチャーズ、榊原信行、スカパー・ウェルシンク、渡辺純一、アーティストハウスホールディングス、楠部孝、メディア・インダストリーズ）
- 製作総指揮：榊原信行
- プロデュース・原作：森谷雄
- 監督：佐藤祐市
- 脚本：大野敏哉
- 音楽：佐藤直紀
- 主題歌：JUDY AND MARY『BLUE TEARS』
- 挿入歌：JUDY AND MARY『小さな頃から』
- マネジメントプロデューサー：池本浩史、松葉せつこ
- ラインプロデューサー：須永裕之
- 撮影：川村明弘
- 照明：三重野聖一郎
- 美術：太田喜久男、井上心平
- 録音：島田隆雄
- 映像：高梨剣
- 編集：深沢佳文
- スクリプター：幸縁栄子
- スタイリスト：棚橋公子
- メイク：清水惇子
- 助監督：坂本栄隆、早坂泰彦
- 制作担当：平増邦秀
- CGデザイン：野崎宏二
- タイトルバック：本田貴雄、田中明子
- 常呂町担当：長谷川京
- スチール：石川登栂子
- 企画協力：関和章子、林弓枝、小野寺歩、堀美香
- 協力：北海道常呂郡常呂町（現北海道北見市）
- 後援：北海道/北海道教育委員会、北海道常呂郡常呂町、日本カーリング協会
- 宣伝協力：WESS、GAKUWARI
- 企画・原案・制作：アットムービー・ジャパン
- 制作統括：ドリームステージピクチャーズ
- 配給・宣伝：ドリームステージピクチャーズ、アットムービー・ジャパン、エスパース・サロウ

## 実話との相違
実話に題材を得たストーリーではあるが、その内容は大きく脚色されている。例えば、劇中で伊藤和子は加賀真人の薦めがきっかけでカーリングを始めるが、和子のモデルとなった加藤章子は9歳からカーリングを始めており、19歳で長野五輪に女子日本代表チームの一員として出場している。劇中の「シムソンズ」は全員が高校の同級生という設定だが、現実の「シムソンズ」は加藤・小野寺・林の3人が中学校の同級生時代に結成したチームであり、のちに加わった小仲（加入時の名字は堀）は3人より学年が2つ上である。大宮コーチのモデルとなった近江谷好幸は漁師の経験は無く、加賀のモデルとなった敦賀信人の要素を取り込んでいる。
また後日談として、小野寺歩は「小野寺家は農家ではない」と設定に不満を語っている。

## その他
本編の試合シーンでは常呂町（当時）のカーリング選手もエキストラとして出演した。その中の一人、「シムソンズ」と北海道大会決勝で対戦する相手チームの選手として出演している近江谷杏菜は、（現実の）「シムソンズ」のコーチであった近江谷好幸の娘であり、2010年バンクーバーオリンピックに日本代表チーム青森の一員として出場した（現在はフォルティウス所属）。また、同じくエキストラ出演していた吉田夕梨花もロコ・ソラーレの一員として、2018年平昌オリンピックに出場し、日本カーリング史上初となる銅メダルを、2022年北京オリンピックにて銀メダルを獲得した。他にも江田茜（元ロコ・ソラーレ）松井千愛（元チーム東京）など、後に日本カーリング選手権大会で活躍することになる選手が多数出演していた。
2007年12月、日本映画専門チャンネルで放送された。当初ピュアハイビジョン素材による放送予定だったが、この際権利元から納品された素材が、ハイビジョンマスターテープから一度ダウンコンバートし、さらにアップコンバートした素材であったことが後に判明した。
2018年5月、平昌オリンピック女子カーリング日本代表チームロコ・ソラーレの銅メダル獲得を記念し、デジタルリマスター版がリバイバル上映される。

### 主なロケ地
- 北海道常呂郡常呂町(現北海道北見市)
- 北海道網走市能取
- 北海道常呂郡佐呂間町浜佐呂間

## 関連商品

### DVD
- シムソンズ 完全保存版 ドキュメントDVD （株式会社ネオプレックス）※劇場公開時ローソン限定販売
- シムソンズ（ユニバーサル・ピクチャーズ・ジャパン）2006年7月28日に発売。

### CD
- 「シムソンズ」オリジナル・サウンドトラック（音楽：佐藤直紀、2006年2月15日、エピックレコードジャパン、ESCL-2767）

### ノベライズ
- シムソンズ（著：森谷雄、2005年12月、ポプラ社）ISBN 978-4591089767